# A Kutya Akadémia
A Kutya Akadémia (eredeti cím: Pup Academy) 2019-ben indult amerikai televíziós filmsorozat, amelynek alkotója Anna McRoberts. A főszereplők Don Lake, Christian Convery, Aria Birch, Gabrielle Miller, Riley O'Donnell, Chance Hurstfield, Dylan Schombing, és Brian George. A zeneszerzője Brahm Wenger, a producerei Joanne Gerein és Michael Strange. A tévéfilmsorozat a Air Bud Entertainment gyártásában készült. Műfaját tekintve vígjátéksorozat. Amerikában a Disney Channel 2019. augusztus 26-án tűzte műsorra. Magyarországon a Netflixen látható feliratosan.

## Ismertető
Egy titkos, kutyáknak készült akadémiára egy kóbor, Szikra is bekerül. Ezt páran nem bírják elfogadni, de Szikra hamar két barátra lel Whiz, és Corazon képében. Eközben Morgan, egy átlagos fiú készül, hogy átvegye rég elhunty apja posztját az akadémián. A három kutya mindig valami kalandba keveredik, és az életük boldog, de mi lesz, ha a kutya csillagkép elhalványul, és a kutyáknak már nem marad több szeretet? És Morgan, hogyan boldogul Szikrával?

## Szereplők
| Szereplő | Színész           |
| -------- | ----------------- |
| Charlie  | Don Lake          |
| Morgan   | Christian Convery |
| Izzy     | Aria Birch        |
| Molly    | Gabrielle Miller  |
| Szereplő | Eredeti hang      |
| Spark    | Riley O'Donnell   |
| Corazon  | Chance Hurstfield |
| Whiz     | Dylan Schombing   |
| D.O.G.   | Brian George      |

## Epizódok
| #   | Eredeti cím                  | Magyar cím               | Rendezte                       | Írta                                                  | Eredeti premier      | Magyar premier |
| --- | ---------------------------- | ------------------------ | ------------------------------ | ----------------------------------------------------- | -------------------- | -------------- |
| 1.  | The Stray's First Day        | A kóbor első napja       | Robert Vince és Anna McRoberts | Anna McRoberts                                        | 2019. augusztus 26.  |                |
| 2.  | Tell Us About Your Human Day | Mesélj az emberedről     | Robert Vince                   | Tom Berger                                            | 2019. szeptember 4.  |                |
| 3.  | Oopsie!                      | Upszi!                   | Anna McRoberts                 | Heidi Foss                                            | 2019. szeptember 5.  |                |
| 4.  | Cooking Up Trouble           | Bajkeverők               | Anna McRoberts                 | Heidi Foss és Anna McRoberts                          | 2019. szeptember 6.  |                |
| 5.  | My Uncle Is Dude             | Bácsikám, Hapi!          | Robert Vince                   | Craig Martin                                          | 2019. szeptember 9.  |                |
| 6.  | Spark Strays                 | Szikra elkóborol         | Robert Vince                   | Craig Martin                                          | 2019. szeptember 10. |                |
| 7.  | Izzy Gets Busy               | Izzy felpörög            | Robert Vince                   | Karen Fowler                                          | 2019. szeptember 11. |                |
| 8.  | Kitten Academy               | Cicaakadémia             | Anna McRoberts                 | Eric Toth                                             | 2019. szeptember 12. |                |
| 9.  | Into the Wildwood            | Irány Wildwood           | Robert Vince                   | Tom Berger                                            | 2019. szeptember 16. |                |
| 10. | Secrets Unleashed            | Titkok póráz nélkül      | Stefan Scaini                  | Tom Berger és Jay Shore                               | 2019. szeptember 17. |                |
| 11. | The Substitute               | A helyettes              | Stefan Scaini                  | Heidi Foss                                            | 2019. szeptember 18. |                |
| 12. | The Thing with King          | Az a dolog Kinggel       | Robert Vince                   | Anna McRoberts                                        | 2019. szeptember 19. |                |
| 13. | The Constellation Fades      | A csillagkép elhalványul | Stefan Scaini                  | Eric Toth                                             | 2019. november 24.   |                |
| 14. | Spark Wants Back             | Szikra visszatérne       | Stefan Scaini                  | Jay Shore                                             | 2019. november 24.   |                |
| 15. | The Day of the Stray         | A megjövendölt kóbor     | Stefan Scaini                  | Heidi Foss és Eric Toth                               | 2019. december 1.    |                |
| 16. | Skunked!                     | Bűzösborzok!             | Stefan Scaini                  | Nathaniel Moher                                       | 2019. december 1.    |                |
| 17. | The King Sting               | King megmentése          | Robert Vince                   | Robert Vince és Piers Rae                             | 2019. december 8.    |                |
| 18. | Most Valuable Pup            | A legértékesebb játékos  | Robert Vince                   |                                                       | 2019. december 8.    |                |
| 19. | The Stray's Last Day         | A kóbor utolsó napja     | Robert Vince                   | Heidi Foss, Anna McRoberts, Piers Rae és Robert Vince | 2019. december 15.   |                |